# Dan Landis
Dan Landis (* 20. Juli 1936 in Philadelphia, Pennsylvania; vollständiger Name Daniel R. Landis) ist ein amerikanischer Psychologe. Dan Landis ist Affiliate Professor der Psychologie an der University of Hawaii in Hilo und Manoa. Zuvor war er als Professor der Psychologie, Director of the Center for Applied Research and Evaluation und ehemaliger Dean of the Liberal Arts College an der University of Mississippi tätig. Er hat maßgeblich zur Gründung der International Academy for Intercultural Research beigetragen und hält dort die Position des Treasurer and Executive Director.

## Leben
Daniel Landis wurde am 20. Juli 1936 in Philadelphia, Pennsylvania, USA, als Sohn von Edythe und Samuel Landesberg geboren. Edythes Vater, Morris Volovick, war ein bekannter russischstämmiger Kantor, der an High Holy Day Messen an verschiedenen Orten der östlichen Hälfte der Vereinigten Staaten teilgenommen hat, obwohl er von Geburt an blind war. Edythe wurde im Alter von sieben Jahren zur Halbwaisen, als ihre Mutter der Spanischen Grippe von 1918 zum Opfer fiel. Morris konnte fünf Kinder (im Alter von sieben bis jünger als ein Jahr) nicht alleine aufziehen, und so schickte er seine Kinder zu Verwandten und in Waisenhäuser.
Kurz nach Landis Geburt trennten sich seine Eltern und er wurde als Einzelkind von seiner jetzt alleinstehenden Mutter aufgezogen. Aufgrund seiner häufigen Krankheiten und Lungenbeschwerden zogen er und seine Mutter wegen des angenehmeren Klimas kurz nach dem Beginn des Zweiten Weltkrieges nach Arizona. Edythe fand Arbeit in eine der zahlreichen Army Air Force Basen um Phoenix; Landis wurde zum Schlüsselkind, lange bevor ein Ausdruck dafür geschaffen wurde.
Nach seiner Schulbildung studierte Landis Psychology an der Arizona State College (ASC) mit den Schwerpunkten Psychotherapie und experimentelle Psychologie. Seine Studien wurden stark von zwei Fakultätsmitgliedern, dem Philosophen Vernon Dolphin und der Entwicklungspsychologin Rachel Stutsman Ball, beeinflusst. Im Jahr 1957 schloss er seinen Bachelor of Science ab und studierte den Master an der Temple University, nebenbei unterrichtete er Klassen gemischt-ethnischer Kinder mit Entwicklungsstörungen. 1959 nahm er eine Doktorandenstelle zu experimenteller Psychologie an der Wayne State University in Detroit an, wo er seine Frau Rae Morris kennenlernte. Er schrieb seine Dissertation zu visueller Wahrnehmung, eine Thematik, die er auch später im Kontext großer Kampfzonen an den Franklin Institute Research Laboratories in Philadelphia weiter verfolgte. Während seiner Zeit in Philadelphia entwarf Landis das erste Fachjournal, das sich der interkulturellen Forschung widmete, das International Journal of Intercultural Relations (IJIR) und das er 35 Jahre als Chefredakteur betreute. Das IJIR versteht sich als interdisziplinäre Plattform für interkulturelle Forschung.
Auf die Zeit als Lehrstuhlinhaber am Psychology Department der Purdue University in Indianapolis folgte ein Sabbatjahr, das er, auf Einladung, am East-West Center in Honolulu mit dem Verfassen des Handbook of Intercultural Training verbrachte. Von 1984 bis zu seiner Pensionierung 2002 war er zunächst als Dean der Liberal Arts, dann als Professor an der University of Mississippi und unterrichtete u. a. social psychology, cross-cultural training und human sexuality. Er publizierte zum Thema interkultureller Beziehungen und arbeitete mit einer Masterstudentin, Gloria Fisher, und Mickey Dansby am Defense Equal Opportunity Institute (DEOMI), um einen neuen Maßstab für die Messung eines Umfelds, das gleiche Chancen bietet, zu entwickeln. Dieser Maßstab, der Military Equal Opportunity Climate Measure (MEOCS), wurde zum Standardmaß in der Armee eingesetzt und Teile davon sind noch heute in Verwendung. Er arbeitete weiter am MEOCS, um den Maßstab an nicht-militärische Umfelder anzupassen und forschte nach Ungerechtigkeit und Benachteiligung ethnischer Gruppen im Militärrechtssystem.
Eine kleine Gruppe interkultureller Forscher gründete 1997 die International Academy for Intercultural Research, dessen offizielle Fachzeitschrift das International Journal of Intercultural Relations wurde. Landis wurde zum ersten President der Academy gewählt und hielt diese Position fünf Jahre.

## Forschungsschwerpunkte
- Interkulturelle Beziehungen
- Cross-cultural training

## Publikationen

### Sammelbände
- Handbook of intercultural Training. Volume 1: Issues in Theory and Design Pergamon Press, New York 1983. ISBN 0-08-027533-8.
- Handbook of intercultural Training. Volume 2: Issues in Training Methodology Pergamon Press, New York 1983. ISBN 0-08-027534-6.
- Handbook of intercultural Training. Volume 3: Area Studies in Intercultural Training Pergamon Press, New York 1983. ISBN 0-08-027535-4.

### Aufsätze, Beiträge, Artikel
- Black-Guttman, D./Chesterton, P./Landis, D.: Cross-cultural application of the University Equal Opportunity Climate Survey. in Journal of Intercultural Studies, 1997/18, 177–186.
- Black-Guttman, D./Chesterton, P./Landis, D.: Measuring equal opportunity climate in Australian universities. in Journal of Institutional Research in Australasia, 1998/7(2), S. 72–77.
- Editor's foreword in International Journal of Intercultural Relations, 1977/1, S. 7–11.
- Globalization, migration into urban centers, and cross-cultural training. in International Journal of Intercultural Relations, 2008/32, S. 337–348.
- Fundamental principles for preparing intercultural research journal articles (with apologies to Harry F. Harlow). International Journal of Intercultural Relations, 2011/35(6), S. 695–698.
- Landis, D./Albert, R. (Hrsg.): Handbook of ethnic conflict: International perspectives. Springer, New York 2012.
- Landis, D./Bakir, A./Moore, M./Noguchi, K./O’Shea, W.: Life in the virtual office: The effect of culture and ethnicity on work-group productivity. in P. Boski/F. van de Vijver/A.Chodynicha (Hrsg.): New directions in cross-cultural psychology Polnische Akademie der Wissenschaften, Warschau 2002, S. 365–382.
- Landis, D./Brislin, R. W./Hulgus, J. F.: Attributional training versus contact in acculturative training: A laboratory study. Journal of Applied Social Psychology, 1985/15, S. 466–482.
- Landis, D./Brislin, R. W./Tzeng, O. C. S./Thomas, J. A.: Some effects of acculturative training: A field study. International Journal of Group Tensions, 1985/15, S. 69–91.
- Landis, D./Dansby, M./Hoyle, M.: Race and procedural justice: The case of the Uniform Code of Military Justice. Armed Forces and Society, 1998/24, S. 183–220.
- Landis, D./Dansby, M./Tallarigo, R.: The use of climate measurement in intercultural relations training. in D. Landis/R. Bhagat (Hrsg.): Handbook of intercultural training (2. Auflage) Sage Publications, Thousand Oaks, California 1996, S. 244–263.
- Landis, D./Day, H. R./McGrew, P. L./Miller, A. B./Thomas, J. A.: Can a Black “culture assimilator” increase racial understanding? Journal of Social Issues, 1976/32, S. 169–184.
- Landis, D./Hayman, J. L./Hall, W. S.: A multidimensional analysis procedure for measuring self-concept in poverty area classrooms. Journal of Educational Psychology, 1971/62, S. 93–103.
- Landis, D./McGrew, P. L./Triandis, H. C.: Behavioral intentions and norms of urban school teachers. in G. K. Verma/C. Bagely (Hrsg.): Race and education across cultures Heinemann, London, England 1975, S. 117–144.
- Landis, D./O’Shea, W.: Cross-cultural aspects of passionate love: An individual differences analysis. Journal of Cross-Cultural Psychology, 2000/31, S. 754–779.
- Landis, D./Solley, C. M.: Classical conditioning to a negative after image. Psychological Record, 1965/15, S. 553–560.
- Landis, D./Triandis, H. C./Adamopoulous, J.: Habit and behavioral intentions as predictors of social behavior. Journal of Social Psychology, 1978/108, S. 227–237.
- Silver, C. A./Jones, J. M./Landis, D.: Decision quality as a measure of visual display effectiveness. Journal of Applied Psychology, 1966/50, S. 109–113.
- Tzeng, O. C. S./Landis, D.: Three-mode multidimensional scaling with points of view solutions. Multivariate Behavioral Research, 1978/13, S. 181–213.

### Herausgeberschaften
- International Journal of Intercultural Relations